# Ana Jud
Ana (Angela) Jud, poročena Lapuh, slovenska novinarka, publicistka in pisateljica, * 30. julij 1978, Murska Sobota.
Znana je predvsem po dveh odmevnih knjigah, v katerih je opisala domnevna zakulisna dogajanja v novinarstvu, politiki in gospodarstvu.
Ana Jud je kot novinarka sodelovala z več časopisi. Po lastnih navedbah je po naročilu za Direkt pisala tudi članke »polne izmišljotin in govoric«. Njen knjižni prvenec je Operacija Direkt, v katerem opisuje delovanje Bojana Požarja, bivšega urednika tabloida Direkt, za katerega je tudi sama pisala.
V drugi knjigi, Dosje Rokomavhi, je predstavila domnevno ozadje trgovanja z informacijami v Sloveniji.
Pisala je tretjo knjigo z naslovom Enron.
Znana je tudi po sodni odločbi, s katero so s Siolovega bloga umaknili objavo Mihe Guština Bolečina male Ane Jud z vsemi komentarji.